# Neuropsykiatri
Neuropsykiatri är ett medicinskt forskningsområde som studerar sambandet mellan nervsystemet och psykiska sjukdomar samt deras behandlingar. Neuropsykiatrin ägnar sig därför även åt psykiska tillstånd som uppstår till följd av andra sjukdomar (till exempel organiska psykoser eller hjärnskador) eller intag av substanser (till exempel toxiska psykoser). Därmed följer att neuropsykiatrin har en annan förklaringsmodell än till exempel socialpsykiatrin som tar fasta på psykosociala orsaker, eller psykoanalysen som förklarar sjukdomar genom att härleda dem till barndomstrauman.
Neuropsykiatriska kliniker i Sverige ägnar sig framför allt åt minnesstörningar och demenssjukdomar, och skiljer sig därmed från allmänpsykiatrin. Däremot innefattar undervisningsämnet hela spektrumet av psykiatriska diagnoser och behandlingar utifrån ett neuropsykiatriskt perspektiv, som ett alternativ till psykiska och sociala faktorer som bidrar till psykiska sjukdomars uppkomst. American Neuropsychiatric Association innefattar likaså samtliga psykiatriska diagnoser i neuropsykiatrin och alla psykiska reaktioner på neurologiska sjukdomar.
I Sverige används begreppet neuropsykiatri framförallt om psykiatri inriktad mot en grupp diagnoser som vanligen ställs under barndomsåren, exempelvis ADHD, autismspektrumstörningar och Tourettes syndrom. Dessa diagnoser kallas i Sverige ofta för neuropsykiatriska funktionsnedsättningar.